# Rebecca Love
Rebecca Love (Virginia, Estados Unidos; 30 de marzo de 1977) es una actriz pornográfica, modelo, locutora y bailarina estadounidense.

## Biografía
Luego de graduarse de la escuela se mudó a Palm Beach, Florida donde comenzó a trabajar como bailarina exótica.
Hizo su primera película para adultos en 1999 la cual se llamaba Beaver Hunt 6, luego de lo cual siguió actuando en diversas partes del país como bailarina y participando en películas eróticas. Apareció más de una vez en el show de Howard Stern y en diversas revistas. Condujo programas de radio en KSEX, VAVOOM, y en Nowlive. Actualmente conduce un programa radial llamado "Kink'd Out" mientras continua su carrera como bailarina y actriz erótica

## Apariciones Televisivas
- The Howard Stern Show (3 episodios, 2003)
- Family Business (1 episodio, 2003)
- The Witches of Breastwick 2 (2005)
- Sex Games Vegas (1 episodio, 2006)
- Night Calls – Playboy TV
- Private Calls - Playboy TV
- Sex Games 3 - HBO
- Blind Date (2 veces)
- Maury Povich
- The Hills Have Thighs - Cinemax[3]
- Housewives from Another World (2010)

## Premios y nominaciones
- 2005 – Premios AVN "Mejor Oral" (Nominada)